# Anyang, Guangxi
Anyang (kinesiska: Du’an, 安阳, 安阳镇) är en köping i Kina. Den ligger i den autonoma regionen Guangxi, i den södra delen av landet, omkring 130 kilometer norr om regionhuvudstaden Nanning. Antalet invånare är 54 347. Befolkningen består av 26 928 kvinnor och 27 419 män. Barn under 15 år utgör 20,0 %, vuxna 15-64 år 71 %, och äldre över 65 år 8,0 %.
Runt Anyang är det ganska tätbefolkat, med 139 invånare per kvadratkilometer. Det finns inga andra samhällen i närheten. I omgivningarna runt Anyang växer huvudsakligen savannskog.
Genomsnittlig årsnederbörd är 1 772 millimeter. Den regnigaste månaden är juni, med i genomsnitt 297 mm nederbörd, och den torraste är februari, med 35 mm nederbörd.